# Адамс, Артур Александрович
Арту́р Алекса́ндрович А́дамс (1885—1969) — советский военный разведчик, Герой Российской Федерации (17 июня 1999). Инженер-полковник Советской армии.

## Биография
Артур Адамс родился 25 октября 1885 года в шведском городе Эскильстуна. Отец — швед, инженер-мукомол; мать — еврейка, учительница, уроженка Санкт-Петербурга. Когда в 1891 году умер отец Адамса, мать с детьми была вынуждена вернуться в Россию. В 1895 году умерла мать Адамса. Его старшие братья уехали в Санкт-Петербург, а Артур до 1898 года проживал у родственников по материнской линии в посёлке Чудово Новгородской губернии. В 1899 году Адамс поступил на учёбу в школу морских механиков при Минных классах Балтийского флота в Кронштадте, окончил её в 1903 году. Учась в школе, он был членом тайных кружков, связанных с городской организацией РСДРП, распространял листовки и социалистическую литературу среди учащихся.
После окончания школы Адамс проходил практику в минных мастерских судостроительного завода в Николаеве. Приехав в город, он сразу связался с заводской организацией РСДРП. Вскоре на заводе произошла забастовка, после которой на завод Адамса не приняли. Он уехал в Херсон, где устроился на работу в мастерские путей сообщения. С июля 1903 года он работал в караване по очистке устьев Днепра для строительства порта. В августе 1904 года Адамс был арестован полицией за революционную пропаганду среди рабочих. 10 сентября 1905 года он был приговорён к вечной ссылке, однако, приняв во внимание несовершеннолетие подсудимого, суд заменил её ему на шесть лет тюремного заключения. 21 октября 1905 года он был освобождён по амнистии и через два месяца выслан в Олонец. Оттуда Адамс бежал и добрался до Одессы, где по случайности был задержан. Второй раз Адамс был выслан в Якутскую область, но вновь бежал и, некоторое время тайно прожив в Петербурге, перебрался в Финляндию.
В Финляндии Адамс работал в составе монтажной бригады Всеобщей Компании Электричества, по работе ездил в Александрию, Каир, Милан, Буэнос-Айрес. После нескольких месяцев постоянных переездов он оказался в США, затем в Канаде. В январе 1909 года Адамс поступил на учёбу в Инженерную школу при университете Торонто. Окончил её по специальности инженера-конструктора. В июле 1913 — июле 1919 годов работал конструктором и инженером-механиком на ряде предприятий: на заводе «Расселл» в Торонто, в обществе «Сперри-джайроскоп», лаборатории Слокума, на автозаводе Форда в Детройте, инструментальном заводе Блайера. С 1908 года он был членом Социалистической партии. В 1913 получил гражданство США. С 1916 года Адамс служил в технической службе армии США. Окончил курсы офицеров национального резерва, получил звание майора.
С июня 1919 года Адамс работал в Русском информационном бюро под руководством Л. К. Мартенса (т. н. Миссия Мартенса) заведующим техническим отделом. 
Когда в 1921 году миссия была отозвана, Адамс с женой уехал в РСФСР. Проживал в Петрограде. В дни Кронштадтского восстания он входил в состав отряда Особого назначения 2-го района городской парторганизации. После подавления восстания Адамс был вызван в Москву и назначен директором завода «АМО». Был уволен по причине того, что у него «не сложились отношения с коллективом». 1 августа 1923 года был назначен инженером производственного отдела Центрального управления государственных автомобильных заводов ВСНХ СССР. Впоследствии был переведён в авиационный отдел старшим инженером по моторостроению. Когда был создан Авиатрест, Адамс стал членом его правления, неоднократно ездил в командировки. В октябре 1929 года Адамс стал членом коллегии Главного военно-промышленного управления ВСНХ СССР, затем начальником научно-исследовательского сектора Государственного объединения авиационной промышленности и помощником его начальника, а с декабря 1931 года — помощником начальника Глававиапрома ВСНХ СССР. По роду своей деятельности бывая часто за границей, Адамс заводил нужные знакомства и связи, что позволило ему получить большое количество ценной технический информации и образцов материалов.
В 1935 году Адамс был принят на службу в Главное разведывательное управление Генерального Штаба РККА и после короткого обучения направлен на нелегальную работу в США под оперативным псевдонимом «Ахилл». В короткий срок он сумел легализоваться как гражданин Канады, радиоинженер по специальности, владелец учрежденной им фирмы «Технические лаборатории». Параллельно со своей легализацией Адамс создал агентурную сеть из более чем 20 специалистов различных военно-промышленных предприятий США, «под крышей» своей фирмы успешно занимался сбором технической информации, касавшейся, в частности, боевых отравляющих веществ и защиты от них. Действия Адамса позволили передать первую информацию в Москву уже через несколько месяцев.
Осенью 1938 года Адамс был отозван в Москву, где ему был предъявлен ряд обвинений. 14 июня 1938 года он был уволен из ГРУ. Однако человек, написавший донос, был арестован раньше Адамса, и руководство ГРУ заступилось за ценного разведчика. В 1939 году он был восстановлен в кадрах и вновь отправлен в США, где к тому времени из-за непрофессионализма нового резидента агентурная сеть, выстроенная Адамсом, была потеряна. Ему пришлось создавать её заново.
В годы Второй мировой войны Адамс занимался добычей научно-технических секретов. Так, например, от агента Кларенса Хиски, который работал учёным-химиком в Колумбийском университете, он получал сведения о разработке новых типов отравляющих веществ и средств индивидуальной защиты. Адамс стал одним из первых разведчиков СССР, которые получили данные об американском атомном проекте. В феврале 1944 года ему удалось завербовать крупного американского учёного. 23 февраля тот передал Адамсу портфель с документацией об исследованиях в ядерном центре США. Внутри находилось около тысячи листов документов и образцы урана и бериллия. На конспиративной квартире Адамс в течение целой ночи перефотографировал их. В мае 1944 года в Москву ушли 2500 страниц секретных материалов по атомному проекту. Всего же за 1944 год он отправил в СССР более 5000 листов секретных материалов, а в общей сложности за 1944—1946 годы — более 10 000 листов и несколько десятков образцов оружейных урана, плутония, бериллия. Благодаря его тщательной работе ни один из его агентов не был раскрыт спецслужбами США.  Ему было позволено вербовать агентов, не запрашивая на то разрешения из Москвы, что для разведывательных органов являлось фактом из ряда вон выходящим.

Плита колумбария Новодевичьего кладбища, где покоится прах Адамса.

В 1945 году Адамс попал под подозрение ФБР. В связи с установлением за ним постоянного наблюдения и реальной угрозой провала был вынужден ликвидировать свою лабораторию и в течение некоторого времени занимался продажей грампластинок. Ему удалось скрыться от наблюдения, после чего в течение года он проживал в подполье, сменив 5 конспиративных квартир. В декабре 1946 года он сумел нелегально вернуться в СССР. В Москве ему было присвоено воинское звание инженер-полковника.
В 1946—1948 годах Адамс работал в центральном аппарате ГРУ в Москве. В 1948 году во время т. н. «борьбы с космополитизмом» он был уволен в отставку. Долгое время работал политобозревателем ТАСС. Проживал в Москве, умер 14 января 1969 года, похоронен в колумбарии Новодевичьего кладбища.
Указом Президента Российской Федерации от 17 июня 1999 года за «мужество и героизм, проявленные при выполнении специального задания» инженер-полковник в отставке Артур Адамс посмертно был удостоен высокого звания Героя Российской Федерации. Также был награждён медалью «За Победу над Германией».